# Peggy C. Giordano
Peggy C. Giordano ist eine US-amerikanische Soziologin und Kriminologin. Sie ist emeritierte Professorin für Soziologie an der Bowling Green State University. Für das Jahr 2022 wurde sie mit dem Stockholm Prize in Criminology ausgezeichnet.
Giordano machte alle akademischen Abschlüsse im Fach Soziologie: Bachelor-Examen 1970 an der University of Missouri, Master-Examen 1972 an der University of Minnesota, dort wurde sie 1974 zur Ph.D. promoviert.
Seither ist sie Professorin an der Bowling Green State University (bis 1983 Associate Professor).
Im Mittelpunkt ihrer Forschungen steht Jugendkriminalität und Gewalt in Paarbeziehungen. Mit ihrem Team untersuchte sie Hunderte von jungen Straftätern, um herauszufinden, warum einige von ihnen nicht mehr rückfällig werden, während andere weiterhin straffällig bleiben. Bei denen, die sich erfolgreich von der Kriminalität abwenden, zeigt sich das Muster der 
„kognitiven Transformation“. Dieses Muster könne durch Rehabilitationsprogramme ausgelöst und kultiviert werden.